# قزل‌آباد (رزن)
قزل‌آباد (رزن)، روستایی از توابع بخش سردرود شهرستان رزن در استان همدان ایران است.

## جمعیت
این روستا در دهستان بغراطی قرار دارد و براساس سرشماری مرکز آمار ایران در سال ۱۳۹۵، زیرسه خانوار بوده‌است.